# Despina Georgiadou
Despina Georgiadou (grekiska: Δέσποινα Γεωργιάδου), född 22 juni 1991, är en grekisk fäktare som tävlar i sabel.

## Karriär
Vid världsmästerskapen i fäktning 2023 i Milano tog Georgiadou silver i sabel.